# Lockhartia micrantha
Lockhartia micrantha är en orkidéart som beskrevs av Heinrich Gustav Reichenbach. Lockhartia micrantha ingår i släktet Lockhartia och familjen orkidéer. Inga underarter finns listade i Catalogue of Life.